# Norflurazepam
N-Desalkylflurazepam (ook bekend als norflurazepam) is een benzodiazepine-analoog en een actieve metaboliet van verschillende andere benzodiazepinegeneesmiddelen, waaronder flurazepam, flutoprazepam, fludiazepam, midazolam, flutazolam, quazepam en ethylloflazepate. Het werkt lang, is vatbaar voor accumulatie in het lichaam en bindt zich niet-selectief aan de verschillende subtypen van de benzodiazepinereceptor. De stof bezit anxiolytische, anticonvulsieve, kalmerende en skelet-spier relaxerende eigenschappen. 

## Farmacologie en chemie
N-Desalkylflurazepam is een bekende menselijke metaboliet van Flurazepam. Het metabolisme ervan bij honden, resusapen en mensen is onderzocht en er zijn meerdere metabolieten geïdentificeerd. N-desalkylflurazepam wordt verder gemetaboliseerd tot N-1-desalkyl-3-hydroxyflurazepam in de urine.
Het heeft een gemiddelde halveringstijd van ongeveer 70 uur, variërend van 47 tot 100 uur, en stapelt zich op tijdens herhaalde dosering. Het kan tot vier dagen in de bloedbaan blijven. Er werd waargenomen dat N-desalkylflurazepam een hoge mate van plasma-eiwitbinding vertoont (> 95 %), d.w.z. vergelijkbaar met de klinisch gebruikte benzodiazepinen.
N-Desalkylflurazepam behoort tot de klasse van organische verbindingen die bekend staat als 1,4-benzodiazepinen. Dit zijn organische verbindingen die een benzeenring bevatten die is gefuseerd met een 1,4-azepine. Het is in water oplosbaar met een concentratie van 0,019 g/L. De pKa1 van N-Desalkylflurazepam is ±2,5 en de pKa2 is ±11,7.